# Mohamed Ofkir
Mohamed Ofkir (4 augustus 1996) is een Noorse voetballer van Marokkaanse komaf. Hij speelt sinds 2018 voor Sandefjord Fotball.

## Clubcarrière

### Lillestrøm
Hij maakte zijn debuut in een vriendschappelijke wedstrijd in 2014. In diezelfde wedstrijd maakte hij ook een goal.

### KSC Lokeren
Op 30 januari 2017 tekende Mohamed Ofkir een contract van 2,5 jaar.

## Statistieken
| Seizoen | Club               | Land      | Competitie         | Wed. | Doelp. |
| ------- | ------------------ | --------- | ------------------ | ---- | ------ |
| 2015    | Lillestrøm SK      | Noorwegen | Tippeligaen        | 12   | 0      |
| 2016    | Lillestrøm SK      | Noorwegen | Tippeligaen        | 23   | 3      |
| 2017    | KSC Lokeren        | België    | Jupiler Pro League | 9    | 0      |
| 2017/18 | KSC Lokeren        | België    | Jupiler Pro League | 0    | 0      |
| 2018    | Sandefjord Fotball | Noorwegen | Tippeligaen        | 21   | 3      |
| 2019    | Sandefjord Fotball | Noorwegen | OBOS-ligaen        | 8    | 0      |
| Totaal  | Totaal             | Totaal    | Totaal             | 35   | 3      |